# Asile's World
Asile's World is het tweede album van de Italiaanse singer-songwriter Elisa, uitgebracht in 2000. Een tweede editie werd in 2001 uitgebracht.

## Achtergrond
Het album, waarvan "Asile" uit de titel eigenlijk de achterwaartse schrijfwijze van Elisa is, werd opgenomen in Europa en de Verenigde Staten. De tweede editie werd uitgebracht naar aanleiding van Elisas overwinning tijdens het Festival van Sanremo, met als extra nummers Luce (Tramonti a nord est) en Come Speak To Me, de Engelstalige versie. Luce (Tramonti a nord est) werd deels geschreven door de zanger Zucchero.

## Nummers
Uitgave van 2000
| Nr. | Titel                                                  | Schrijver(s)             | Duur |
| --- | ------------------------------------------------------ | ------------------------ | ---- |
| 1.  | Gift                                                   | Elisa Toffoli            | 4:17 |
| 2.  | Chameleon                                              | Toffoli                  | 4:14 |
| 3.  | Happiness Is Home                                      | Toffoli                  | 4:55 |
| 4.  | Asile's World                                          | Toffoli • Leo Z          | 3:49 |
| 5.  | Seven Times                                            | Toffoli                  | 4:34 |
| 6.  | Upside Down                                            | Toffoli • Leo Z          | 4:10 |
| 7.  | A Little Over Zero                                     | Toffoli                  | 5:00 |
| 8.  | Creature                                               | Toffoli • Leo Z          | 4:04 |
| 9.  | Just Some Order                                        | Toffoli • Mauro Malavasi | 3:27 |
| 10. | Come and Sit                                           | Toffoli                  | 4:35 |
| 11. | Happiness Is Home [Elisa's Remix]                      | Toffoli                  | 4:24 |
| 12. | Tic Tac                                                | Toffoli • Malavasi       | 4:22 |
| 13. | Little Eye                                             | Toffoli • Malavasi       | 4:23 |
| 14. | Asile's World [Alternatieve versie] (Verborgen nummer) | Toffoli • Malavasi       | 4:53 |

Uitgave van 2001
| Nr. | Titel                                 | Schrijver(s)                | Duur |
| --- | ------------------------------------- | --------------------------- | ---- |
| 1.  | Luce (Tramonti a nord est)            | Toffoli • Adelmo Fornaciari | 4:24 |
| 2.  | Gift                                  | Toffoli                     | 4:17 |
| 3.  | Chameleon                             | Toffoli                     | 4:14 |
| 4.  | Happiness Is Home                     | Toffoli                     | 4:55 |
| 5.  | Asile's World                         | Toffoli • Leo Z             | 3:49 |
| 6.  | Seven Times                           | Toffoli                     | 4:34 |
| 7.  | Upside Down                           | Toffoli • Leo Z             | 4:10 |
| 8.  | A Little Over Zero                    | Toffoli                     | 5:00 |
| 9.  | Creature                              | Toffoli • Leo Z             | 4:04 |
| 10. | Just Some Order                       | Toffoli • Malavasi          | 3:27 |
| 11. | Come and Sit                          | Toffoli                     | 4:35 |
| 12. | Happiness Is Home [Elisa's Remix]     | Toffoli                     | 4:24 |
| 13. | Tic Tac                               | Toffoli • Malavasi          | 4:22 |
| 14. | Little Eye                            | Toffoli • Malavasi          | 4:23 |
| 15. | Come Speak To Me                      | Toffoli                     | 4:23 |
| 16. | Asile's World [Bedroom Rockers Remix] | Toffoli • Leo Z             | 3:40 |

## Muzikanten
- Zang: Elisa Toffoli
- Gitaar (akoestisch en elektrisch): Corrado Rustici (Luce (Tramonti a nord est), Come Speak To Me), Chris Taylor (Gift, Happiness Is Home), Angie Passerella (Chameleon, Asile's World, Upside Down), Riccardo Piemonte (Chameleon), Fabrizio Leo (Luce (Tramonti a nord est)), Jeremy Shaw (Seven Times, Come and Sit), Elisa Toffoli (Upside Down)
- Basgitaar (akoestisch en elektrisch): Benny Rietveld (Luce (Tramonti a nord est), Come Speak To Me), Marc Abrams (Asile's World, Upside Down), Leo Z (A Little Over Zero, Little Eye)
- Drumstel: Eugenio Mori (Luce (Tramonti a nord est), Come Speak To Me), Trevor Morais (Gift, Happiness Is Home), Andrea Fontana (Chameleon), Bruno Farinelli (Asile's World, Upside Down, A Little Over Zero)
- Piano: Elisa Toffoli (Luce (Tramonti a nord est), Come Speak To Me), Fabio Coppini (Luce (Tramonti a nord est), Come Speak To Me), Giorgio Pacorig (Gift, Happiness Is Home), Leo Z (Asile's World)
- Keyboard: Corrado Rustici (Luce (Tramonti a nord est), Come Speak To Me), Leo Z (Chameleon, Asile's World, Upside Down, A Little Over Zero, Creature, Just Some Order, Little Eye), Jeremy Shaw (Seven Times, Come and Sit), Fabio Coppini (Luce (Tramonti a nord est)), Elisa Toffoli (Happiness Is Home [Elisa's Remix], Tic Tac, Little Eye)
- Strijkinstrumenten: Turtle Island Quartet (Luce (Tramonti a nord est), Come Speak To Me), Orchestra Sinfonica di Bologna (Creature)
- Achtergrondzang: Soul Boy (Just Some Order), Mauro Malavasi (Tic Tac)
- Slagwerk: Leo Z (Creature), Rudy Trevisi (Little Eye)
- Pauken: Bruno Farinelli (Creature)
- Theremin: Gaudi (A Little Over Zero)
- Sampler: Leo Z

## Hitlijsten[3]
De eerste editie van het album piekte op de zevende positie in de Italiaanse charts. De tweede editie piekte op een hogere plaats, de vijfde, en werd dubbel platina verklaard in Italië, met 250 000 verkochte exemplaren. Luce (Tramonti a nord est) werd bovendien goud verklaard in het land.
Singles
- Gift (2000) - #43 (Italië)
- Happiness Is Home (2000)
- Asile's World (2000)
- Luce (Tramonti a nord est) (2001) - #1 (Italië)

## Videoclips
- Gift (2000) - Regisseur: Alessandra Pescetta
- Asile's World (2000) - Regisseur: Luca Guadagnino
- Luce (Tramonti a nord est) (2001) - Regisseur: Luca Guadagnino (eerste & tweede versie)